# Amplificación Qβ
La amplificación Qβ es una técnica genética basada en la amplificación de una sonda específica que se une a la secuencia de interés (en vez de la habitual que amplifica la secuencia, como en otros métodos). Esto se realiza gracias a la enzima Qβ replicasa, que es una ARN polimerasa dependiente de ARN del bacteriófago Qβ. Esta reconoce una estructura terciaria de ARN metaestable.
Mediante este método se puede amplificar ARN y ADN de cadena simple.

## Bacteriófago Qβ
Se descubrió en 1917 por Félix d'Herelle. Es un virus RNA de la familia Leviviridae, que pertenece al grupo III de género Alolevivirus. Tiene una cápsida icosaédrica de simetría T=3, con un tamaño de 25 nm de diámetro. Su material genético está formado por una molécula de RNA de cadena sencilla (ssRNA) y polaridad positiva pudiendo actuar como mRNA.

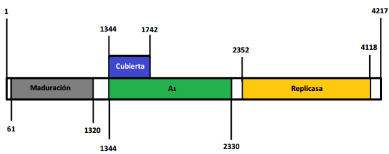
Mapa genético del ADN del bacteriófago Qβ

Su genoma contiene 4217 nucleótidos y codifica para 4 proteínas
 La proteína A2, codificada por la región comprendida entre los nucleótidos 61-1320, es necesaria para la formación de nuevos viriones y está implicada en la lisis celular. 
 El gen que codificado entre los nucleótidos 1344-1742 es la proteína de la cápsida, que si se lee mal da lugar a una proteína denominada A1 o readthrough con 588 nucleótidos adicionales- Para terminar, el gen que codifica la enzima replicasa se encuentra desde el nucleótido 2352 al 4118.
Las poblaciones de este bacteriófago no contienen una secuencia única y definida, sino que tienen un gran número de cuasiespecies.

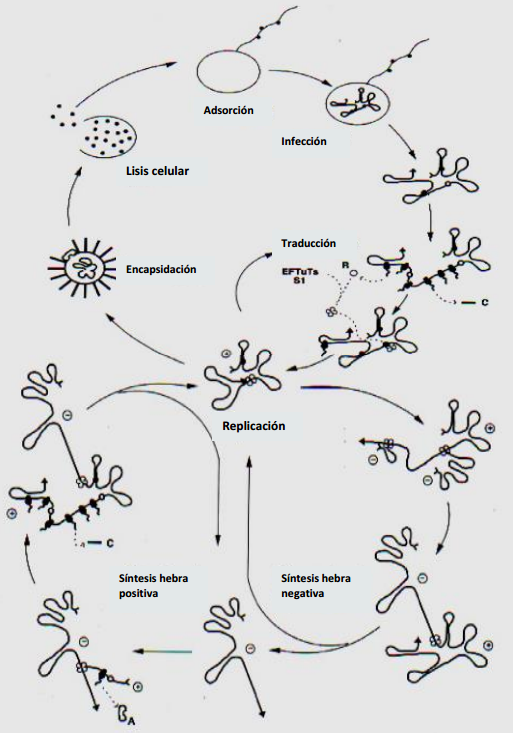
Ciclo vital del bacteriófago Qβ.

El ciclo de infección del bacteriófago Qβ comprende tres procesos:
-	Adsorción a la célula hospedadora.
-	Síntesis de nuevas moléculas de RNA y proteínas virales.
-	Liberación de la progenie viral.

## Método de amplificación
Se emplean dos tipos de sondas: 
-	Sonda señalizadora: Se unirá solo una sonda por molécula de genoma viral y ésta se diseña partiendo de la estructura de ARN metaestabe que es reconocida por la replicasa Qβ.
-	Sonda de captura: Tendrá una secuencia complementaria a la diana y en unos de os extremos se le colocará una cola poliG.
1.	Se realiza la hibridación de las dos sondas con la diana. 

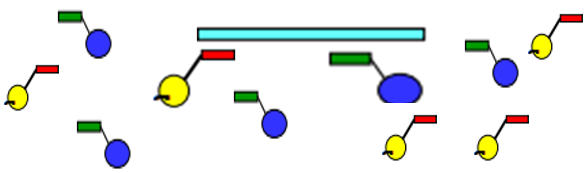
Hibridación de las dos sondas.

2.	Se fija mediante una bola magnética que contiene una cola poliC, que se unirá por complementariedad a la cola poliG de la sonda de captura.

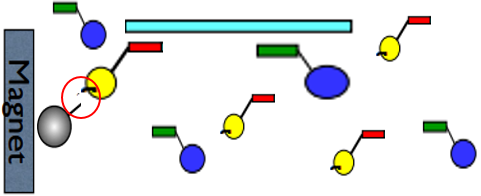

3.	Se llevarán a cabo varios lavados para eliminar el exceso de sodas de captura y señalizadora en el medio y conseguir así que solamente haya secuencia metaestable unida a la diana.

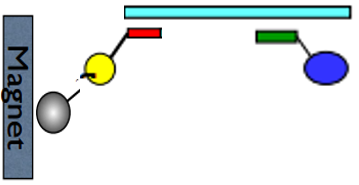

4.	Se utiliza la enzima Qβ replicasa para amplificar así la sonda señalizadora generándose aproximadamente 106-109 copias por sonda señalizadora en unos 15 minutos. 

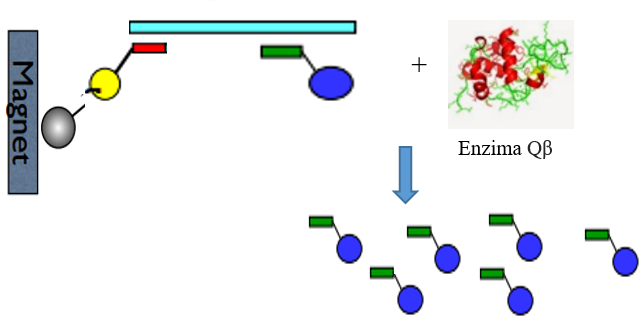

5.	Detección y cuantificación por colorimetría o fluorescencia en tiempo real.

## Ventajas frente a otros métodos de amplificación
- No es necesario el uso de termociclador.
- El tiempo es muy reducido.
- Replicación muy eficiente (10^6 - 10^9 copias por molécula original en menos de 15 minutos).
- Sensibilidad y especificidad altas, siempre que se realicen correctamente los lavados.
- El costo es mucho menor que el de otras técnicas.

## Inconvenientes
Suele dar falsos positivos: La cubeta tiene problemas de especificidad si no se lava bien, ya que en la limpieza de la misma con el imán, puede quedarse una sonda de ARN metaestable sin unirse y dar positivo.